# Retaliate (Angerfist)
Retaliate è il terzo album in studio realizzato dal disc jockey e produttore discografico olandese Angerfist.

## Tracce
Disco 1
1. Perfect Fury
2. Bloodrush (con Miss K8)
3. The Depths of Despair (Official Masters of Hardcore Anthem)
4. Assault (con Radium)
5. Incoming
6. Dreams (con Hellsystem)
7. Bite Yo Style (Dyprax Remix)
8. Who Cares?
9. The Road to Fame
10. Take the Power (con Kid Morbid, Rudeboy, MC Syco)
11. The Voice of Mayhem (con Outblast, MC tha Watcher)
12. Dortmund 2011 (con MC Syco)
13. F@ckin' wit Yo Head (con T-Junction)
14. Retaliate
15. Mafia

Disco 2
1. Raise Your Fist Again (con MC Mouth of Madness)
2. The Before (con Dyprax)
3. The Ugly Side of Life (dei Supreme Team)
4. Strangle & Mutilate (Negative A, Counterfeit Remix)
5. How Soon We Forget (Angerfist Remix) (di T-Junction, Rudeboy)
6. Riotstarter (State of Emergency Remix)
7. Guts Full of Lead
8. Delusion (con Outblast)
9. The Milition (con Predator)
10. Odious (con Outblast)
11. Right Through Your Head (Tieum Remix)
12. A New Level of Freak (con T-Junction)
13. Just Know (con Tieum)
14. And Jesus Wept
15. My Critic Fetish (Akira Remix)

Disco 3
1. Conspiracy
2. The Pearly Gates (con Dyprax)
3. Still Krazy
4. Dance with the Wolves (Randy, Radium Remix)
5. Conflict (con Dazzler, Kid Morbid)
6. No Escape from My Wrath (Eastside Connection Remix)
7. In a Million Years (Nosferatu Remix)
8. Don't Fuck Around (con Mad Dog, Predator)
9. No Fucking Anticipation (con Vince) (Accelerator Remix)
10. Shitty Rave Track (con Tieum)
11. Somewhere Down the Lane (con Roland, Sherman)
12. The Murder Tune
13. Deathmask (con Drokz)
14. Yes (Znooptokkiedrokz Remix)
15. Fuck the Promqueen (Remastered 2011 Edit)